# Rivières (Tarn)
Rivières (okzitanisch: Ribièiras) ist eine französische Gemeinde mit 1.065 Einwohnern (Stand: 1. Januar 2022) im Département Tarn in der Region Okzitanien. Rivières gehört zum Arrondissement Albi und zum Kanton Les Deux Rives. Die Einwohner werden Riviérois und Riviéroises genannt.

## Geographie
Rivières liegt in der Région naturelle Gaillacois, etwa 55 Kilometer nordöstlich von Toulouse und etwa 14 Kilometer westlich von Albi am Tarn, der die Gemeinde im Süden begrenzt. Darüber hinaus wird das Gebiet der Gemeinde von der Saudronne, dem Luzert, dem Ruisseau de Vieulac, dem Ruisseau de La Saudronne und verschiedenen anderen kleinen Wasserläufen entwässert.
Umgeben wird Rivières von den Nachbargemeinden Senouillac im Norden, Labastide-de-Lévis im Osten und Nordosten, Lagrave im Süden und Südosten, Brens im Süden und Südwesten sowie Gaillac im Westen.

## Bevölkerungsentwicklung

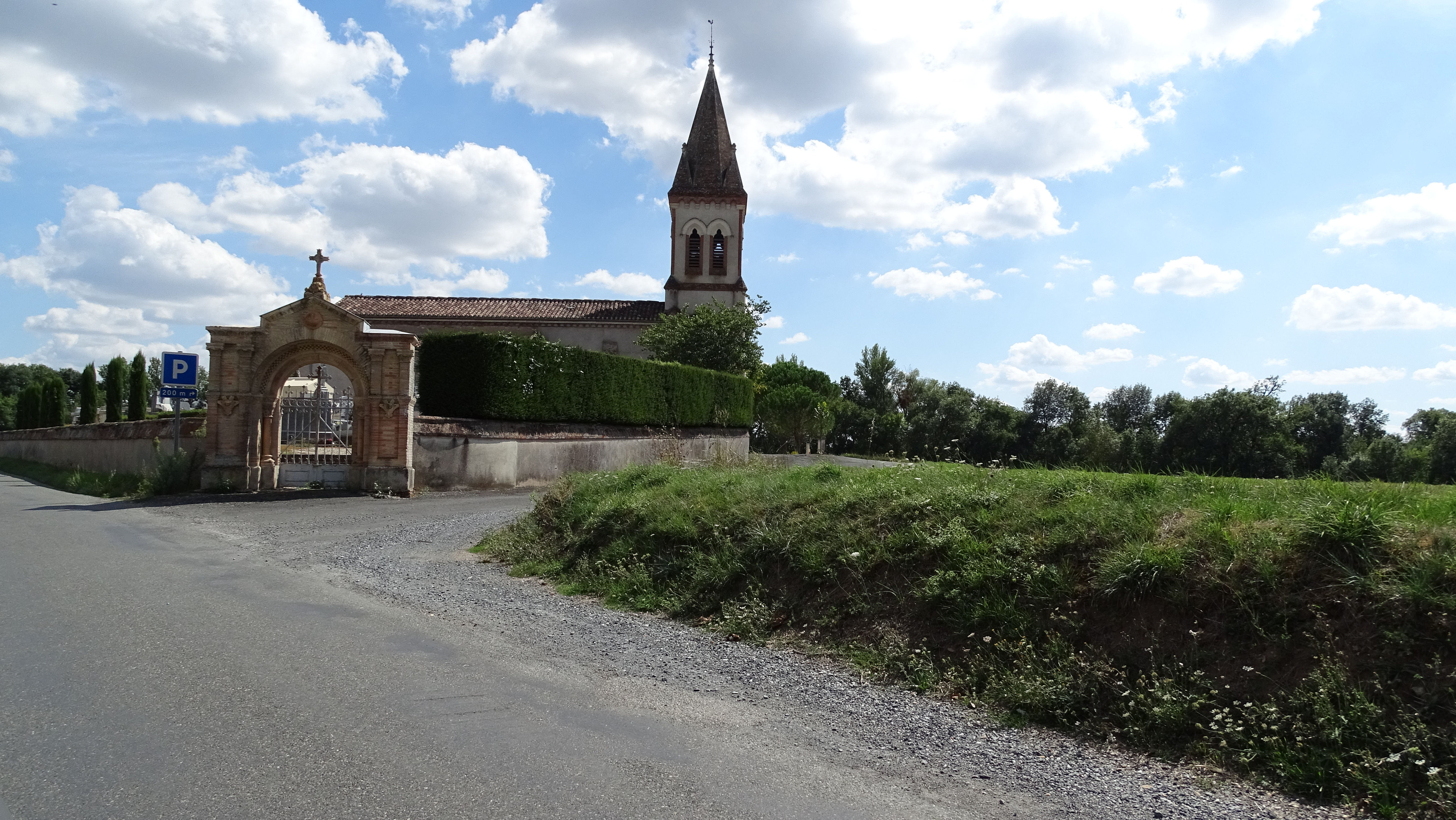
Kirche Saint-Jean-Baptiste

| 1962                       | 1968 | 1975 | 1982 | 1990 | 1999 | 2006 | 2018 |
| -------------------------- | ---- | ---- | ---- | ---- | ---- | ---- | ---- |
| 313                        | 343  | 383  | 537  | 616  | 723  | 915  | 1056 |
| Quellen: Cassini und INSEE |      |      |      |      |      |      |      |

## Sehenswürdigkeiten
- Kirche Saint-Jean-Baptiste
- Kapelle Notre-Dame im Ortsteil Lacourtade Haute